# Xingu-Zwergameisenbär
Der Xingu-Zwergameisenbär (Cyclopes xinguensis) ist eine Säugetierart aus der Gattung der Zwergameisenbären. Ihr Hauptverbreitungsgebiet umfasst das südliche Amazonasbecken. Die Tiere heben sich durch ihre gelblich-graue Rückenfärbung, die grauen Beine und einen markanten Streifen auf dem Rücken hervor. Ihre Lebensweise ist bisher nur wenig untersucht. Die Art wurde im Jahr 2017 wissenschaftlich eingeführt. Sie basiert auf genetischen und morphologischen Untersuchungen, die zu einer stärkeren Aufteilung der Zwergameisenbären führten. Zuvor galten alle Tiere als Angehörige einer Art.

## Beschreibung

### Habitus
Der Xingu-Zwergameisenbär ist ein Angehöriger der Zwergameisenbären. Es sind bisher keine Daten zur Körpergröße und zum Körpergewicht der Art veröffentlicht worden. Typisch für Zwergameisenbären ist der Schwanz, der den restlichen Körper an Länge übertrifft. Er kann als Greiforgan eingesetzt werden. Die Vorderfüße weisen jeweils zwei, die Hinterfüße vier Strahlen auf. Sie sind mit kräftigen Krallen ausgestattet. Am Rücken dominiert ein gräulicher bis gelblicher Farbton, die Unterseite zeigt sich hell gelblich gefärbt. Dagegen erscheinen die Beine und der Schwanz überwiegend grau. Entlang der Mittellinie des Rückens ist ein markanter dunkler Streifen ausgebildet. Ein entsprechender Streifen auf der Bauchseite hebt sich nur undeutlich ab. Äußerlich ähnelt der Xingu-Zwergameisenbär ein wenig dem Rio-Negro-Zwergameisenbären (Cyclopes ida) aus dem westlichen Amazonasgebiet. Dieser Form fehlen aber weitgehend die Streifenbildungen an Rücken und Bauch. Außerdem ist sie stärker grau gefärbt.

### Schädelmerkmale
Der Schädel des Xingu-Zwergameisenbären zeigt wie bei allen Zwergameisenbären eine aufgewölbte Stirnlinie, die Schädelbasis ist dagegen eingezogen. Eine deutliche Eindellung im Übergangsbereich vom Nasen- zum Stirnbein besteht nicht. Die beiden Knochennähte, die das Nasenbein und den Oberkiefer verbinden, verlaufen parallel zueinander. Das Stirnbein und der Oberkiefer treffen in einer breiten Linie aufeinander. Die Sutur zwischen dem Stirnbein und dem Scheitelbein weist eine dreieckige Form auf. Die Öffnung des äußeren Gehörgangs ist zur Seite gerichtet. An der Schädelbasis überdeckt des Weiteren das Flügelbein die Paukenblase.

## Verbreitung
Der Xingu-Zwergameisenbär kommt endemisch in Südamerika vor. Das Verbreitungsgebiet der Art umfasst das südliche Amazonasbecken. Die Nordgrenze wird durch den Amazonas gebildet. Im Osten begrenzt der Rio Xingu, im Westen der Rio Madeira das Vorkommen. Die Ausdehnung des Lebensraumes nach Süden ist unbekannt.

## Lebensweise
Über die Lebensweise des Xingu-Zwergameisenbären liegen keine Informationen vor. Zwergameisenbären sind allgemein nachtaktiv und treten einzelgängerisch auf. Sie leben auf Bäumen (arboreal), in ihrer Ernährungsweise sind sie auf staatenbildende Insekten spezialisiert.(myrmecophag).

## Systematik
Der Xingu-Zwergameisenbär ist eine Art aus der Gattung der Zwergameisenbären (Cyclopes). Die Gattung wird nach molekulargenetischen Untersuchungen aus dem Jahr 2017 in insgesamt sieben Arten unterteilt. Sie gehört als rezent einziges Mitglied der somit monotypischen Familie der Cyclopedidae innerhalb der Unterordnung der Ameisenbären (Vermilingua) an. Die Familie wiederum bildet die Schwestergruppe der Myrmecophagidae. In dieser werden die übrigen Ameisenbären mit den Gattungen Myrmecophaga und Tamandua zusammenfasst. Die Zwergameisenbären sind die kleinsten Vertreter der Ameisenbären. Sie sind vollständig an ein Baumleben angepasst und unterscheiden sich so von den restlichen Ameisenbären. Den genetischen Untersuchungen zufolge ist der Xingu-Zwergameisenbär in eine Artengruppe eingebettet, die den Rio-Negro-Zwergameisenbären als Schwesterform und eine Klade bestehend aus dem Mittelamerika-Zwergameisenbären (Cyclopes dorsalis) und dem Gemeinen Zwergameisenbären (Cyclopes didactylus) einschließt. Die Gruppe hatte sich bereits im Mittleren Miozän vor rund 10,3 Millionen Jahren von den anderen Zwergameisenbären abgesetzt. Im Übergang vom Miozän zum Pliozän vor etwa 5,8 Millionen Jahren spaltete sich zuerst Cyclopes ida ab, Cyclopes xinguensis folgte dann vor 4,6 Millionen Jahren. Die beiden anderen Arten trennten sich erst im weiteren Verlauf des Pliozäns voneinander. Die Abspaltung des Xingu-Zwergameisenbären und die weitgehende Isolation von anderen Arten der Gattung Cyclopes könnte mit Veränderungen des Fließsystems in der Region zu jener Zeit in Verbindung stehen. Ein übereinstimmendes Verwandtschaftsverhältnis war schon in vorangegangenen Untersuchungen ermittelt worden.
Ursprünglich wurden alle Zwergameisenbären zu einer Art gezählt und mit Cyclopes didactylus bezeichnet. Diese setzte sich aus mehreren Unterarten zusammen. Die Tiere des Amazonasbeckens gehörten dabei weitgehend der Unterart Cyclopes didactylus melini an, welche 1928 von Einar Lönnberg unter Verwendung von Tieren von São Gabriel da Cachoeira am Rio Negro aufgestellt worden war. Mit seiner gelblichen Rückenfärbung, dem markanten Rückenstreifen und den grauen Beinen ähnelte Cyclopes didactylus melini weitgehend der Nominatform der Zwergameisenbären. Im Jahr 2017 unternahm ein Forscherteam um Flávia R. Miranda intensive genetische und morphologische Studien an Tieren aus dem gesamten Verbreitungsgebiet der Gattung. Die Wissenschaftler erkannten dabei, dass sich die Zwergameisenbären der einzelnen Regionen stärker unterschieden. Vor allem im Amazonasbecken traten verschiedene genetisch und anatomisch abweichende Formen auf. Im Ergebnis ihrer Untersuchungen teilten sie die Gattung Cyclopes in sieben Arten auf. Die vormalige Unterart Cyclopes didactylus melini wurde als Synonym zu Cyclopes didactylus gestellt. Die Population zwischen dem Rio Xingu und dem Rio Madeira beschrieben sie als eigenständige Art unter der Bezeichnung Cyclopes xinguensis. Als Holotyp wählten sie ein ausgewachsenes weibliches Tier aus Vitória do Xingu im brasilianischen Bundesstaat Pará aus, der Typusregion der Art. Der Artname verweist auf diese Lokalität. Xingu bedeutet außerdem in der Sprache der Einheimischen so viel wie „gutes und sauberes Wasser“.

## Bedrohung und Schutz
Gegenwärtig wird der Xingu-Zwergameisenbär nicht von der IUCN erfasst. Den Gesamtbestand der Zwergameisenbären sieht die Umweltschutzorganisation als „nicht gefährdet“ (least concern) an. Problematisch ist allerdings die Abholzung der tropischen Regenwälder, die lokal einzelne Populationen beeinträchtigen kann.